# Bupalus bergeri
Bupalus bergeri là một loài bướm đêm trong họ Geometridae.